# ブラウン・エール
ブラウン・エールは、黒っぽい麦芽や茶色の麦芽から造られるビールのスタイルの一つである。
用語としての「ブラウン・エール」（英：brown beer）は、マイルド・エールと同様に1600年代後半のロンドンのブルワリーによって使われはじめた。2000年代前半では、ブラウン・エールは様々な地域、特にイングランドや北アメリカ、ベルギーで造られている。ベルギーで造られるものはオード・ブラインと呼ばれる。本項目はロンドン由来のブラウン・エールについて記述する。
ブラウン・エールと呼ばれるビールは、甘いビール、Manns Original Brown Aleのようにアルコール度数が低いビール、Newcastle Brown Aleのように適度な苦味を持ち中程度の強さの琥珀色のビール、Sierra Nevada Brown Aleのように麦芽の風味とホップの風味があるビールを含んでいる。

## 歴史
液色が茶色（英：brown、ブラウン）のビールは数百年前から存在している。瓶の普及に伴った瓶詰めビールが商業ベースで用いられはじめた20世紀初頭のイングランドで「ブラウン・エール」という用語は初めて使われた。
北アメリカの「ブラウン・エール」は、とある北イギリスのビールを参考にしたアメリカの自家醸造家によって継承されていった。
イギリスのバートンで産まれたペールエールに対抗するために、イギリスのニューカッスル・アポン・タインでブラウン・エールは誕生した。ニューカッスルはホップの産地から遠かったため、ホップの使用量を減らした。このことから、ホップの苦味と香りが抑えられ、モルト由来のカラメル香が強調されることになった。

## 詳細
イギリスのブラウン・エールには、とても甘くアルコール度数が低いManns Original Brown Aleのようなビールから、Newcastle Brown AleやDouble Maxim、Samuel Smith's Nut Brown Aleのような北東のブラウン・エールがある。
液色は、濃い琥珀色から茶色までの幅がある。キャラメル風味やチョコレート風味は明らかに焙煎された麦芽に起因する。イングランド北東部のブラウン・エールの傾向は、強くてモルティであり、しばしばナッツ風味をもつ。イギリス南部のブラウン・エールの傾向は、大抵アルコール度数が低く、液色は黒っぽく、甘い。北アメリカのブラウン・エールは、アメリカ品種のホップに起因してほのかに柑橘類のアクセントやアロマを持ち、苦く、ミドルボディーであり、イギリスのものと比べてドライであることが多い。エステル香は控えめである。低温に冷やすと、わずかに気づく場合がある。
北アメリカのブラウン・エール銘柄としては次のものがある。
- Pete's Wicked Ale
- Smuttynose Old Brown Dog Ale
- Abita Turbo Dog
- Duck-Rabbit Brown Ale
- Brooklyn Brown Ale

なお、この節の一部はAssociation of Brewersによる定義を参考にしている。

## ビアスタイル・ガイドラインでの定義
『ビアスタイル・ガイドライン1804』では以下の2種類が定義されている。

### イングリッシュスタイル・ブラウンエール
- 色合いは、カッパーから濃い焦茶色までの範囲。冷温による白濁は許される。
- エステル香（フルーティな香り）は、ローからミディアム・ロー。
- ローストしたモルトに由来するビスケットやトーストのような香り。
- ダイアセチルの香りは非常にロー・レベルならば許容される。
- ホップのアロマとフレーバーは非常にロー・レベル。
- ホップの苦味は非常にロー・レベル。
- 残糖レベルは幅広く、ドライなものから甘いものまで許容範囲が広い。
- ボディはミディアム。
- アルコール度数は4.1%から5.9%
- SRM 12から17

SRM イメージ色
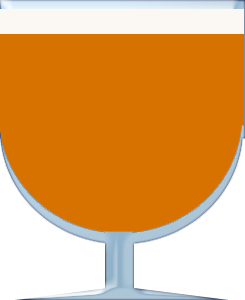
SRM 11
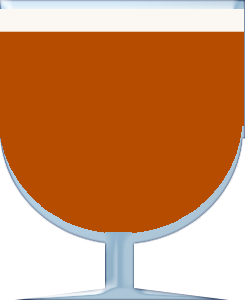
SRM 16

### アメリカンスタイル・ブラウンエール
- 色合いは、ディープ・カッパーから非常に濃いブラウンまでの範囲。冷温による白濁は許される。
- エステル香（フルーティな香り）は、ローからミディアム・ロー。
- ローストしたモルトに由来するカラメル香やチョコレート香がミディアム・レベルで感じられる。
- ダイアセチルの香りは非常にロー・レベルならば許容される。
- ホップのアロマとフレーバーはローないしミディアム。
- ホップの苦味はミディアムからハイ。
- 残糖レベルは幅広く、ドライなものから甘いものまで許容範囲が広い。
- ボディはミディアム。
- アルコール度数は4.1%から6.3%
- SRM 15から26

SRM イメージ色
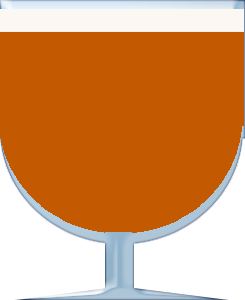
SRM 14
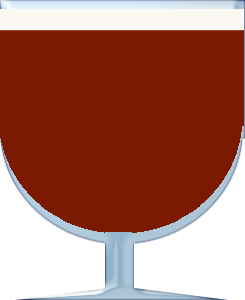
SRM 25